# Tổng thống Paraguay
Tổng thống Paraguay (chính thức trong tiếng Tây Ban Nha Excelentisimo Señor Presidente de la República del Paraguay) theo Hiến pháp Paraguay là người đứng đầu nhánh hành pháp Chính phủ Paraguay. Vì vậy, Tổng thống là người đứng đầu Nhà nước và người đứng đầu Chính phủ nước Cộng hòa Paraguay.
Nơi làm việc của Tổng thống Paraguay là Palacio de los López, ở Asunción. Nhà ở của Tổng thống là nhà Mburuvichá Roga, cũng tọa lạc ở Asunción.
Sau khi Tổng thống thôi chức, thì được Hiến pháp Paraguay ban quyền Thượng nghị sĩ suốt đời có quyền phát ngôn nhưng không có quyền biểu quyết.

## Danh sách tổng thống Paraguay
| Nhiệm kỳ                                    | Tổng thống (Năm sinh–Năm mất)                         | Chân dung                                                               | Đảng phái                      | Đảng phái                                |
| Tổng thống Quản cấp trên Junta              | Tổng thống Quản cấp trên Junta                        | Tổng thống Quản cấp trên Junta                                          | Tổng thống Quản cấp trên Junta | Tổng thống Quản cấp trên Junta           |
| ------------------------------------------- | ----------------------------------------------------- | ----------------------------------------------------------------------- | ------------------------------ | ---------------------------------------- |
| 14 tháng 5 năm 1811 – 17 tháng 6 năm 1811   | Junta                                                 |                                                                         |                                | Độc lập                                  |
| 19 tháng 6 năm 1811 – 12 tháng 10 năm 1813  | Fulgencio Yegros (1780–1821)                          |                                                                         |                                | Độc lập                                  |
| Cộng hòa Lãnh sự                            |                                                       |                                                                         |                                |                                          |
| 12 tháng 10 năm 1813 – 12 tháng 2 năm 1814  | José Gaspar Rodríguez de Francia (1766–1840)          |                                                                         |                                | Độc lập                                  |
| 12 tháng 2 năm 1814 – 12 tháng 6 năm 1814   | Fulgencio Yegros (1780–1821)                          |                                                                         |                                | Độc lập                                  |
| 12 tháng 6 năm 1814 – 3 tháng 10 năm 1814   | José Gaspar Rodríguez de Francia (1766–1840)          |                                                                         |                                | Độc lập                                  |
| Lãnh tụ tối cao                             |                                                       |                                                                         |                                |                                          |
| 3 tháng 10 năm 1814 – 20 tháng 9 năm 1840   | José Gaspar Rodríguez de Francia (1766–1840)          |                                                                         |                                | Độc lập                                  |
| Tổng thống Junta Lâm thời                   |                                                       |                                                                         |                                |                                          |
| 20 tháng 9 năm 1840 – 22 tháng 1, 1841      | Manuel Antonio Ortiz                                  |                                                                         |                                | Độc lập                                  |
| 22 tháng 1, 1841 – 9 tháng 2 năm 1841       | Juan José Medina                                      |                                                                         |                                | Độc lập                                  |
| 9 tháng 2 năm 1841 – 14 tháng 3 năm 1841    | Mariano Roque Alonzo (–1853)                          |                                                                         |                                | Độc lập                                  |
| Cộng hòa Lãnh sự                            |                                                       |                                                                         |                                |                                          |
| 14 tháng 3 năm 1841 – 13 tháng 3 năm 1844   | Carlos Antonio López (1792–1862)                      |                                                                         |                                | Độc lập                                  |
| 14 tháng 3 năm 1841 – 13 tháng 3 năm 1844   | Mariano Roque Alonzo (?–1853)                         |                                                                         |                                | Độc lập                                  |
| Tổng thống Cộng hòa                         |                                                       |                                                                         |                                |                                          |
| 14 tháng 3 năm 1844 – 10 tháng 9 năm 1862   | Carlos Antonio López (1792–1862)                      |                                                                         |                                | Độc lập                                  |
| 10 tháng 9 năm 1862 – 15 tháng 8 năm 1869   | Francisco Solano López                                |                                                                         |                                | Độc lập                                  |
| 15 tháng 8 năm 1869 – 31 tháng 8 năm 1870   | Cirilo Antonio Rivarola (1836–1878)                   |                                                                         |                                | Độc lập                                  |
| 31 tháng 8 năm 1870 – 1 tháng 9 năm 1870    | Facundo Machaín (1845–1877) (Quyền Tổng thống)        |                                                                         |                                | Độc lập                                  |
| 1 tháng 9 năm 1870 – 18 tháng 12 năm 1871   | Cirilo Antonio Rivarola (1836–1878)                   |                                                                         |                                | Độc lập                                  |
| 18 tháng 12 năm 1871 – 25 tháng 11 năm 1874 | Salvador Jovellanos (1833–1881) Quyền Tổng thống      |                                                                         |                                | Độc lập                                  |
| 25 tháng 11 năm 1874 – 12 tháng 4 năm 1877  | Juan Bautista Gill (1840–1877)                        | Tập tin:Juan Bautista Gill y García del Barrio Retrato Presidencial.jpg |                                | Độc lập                                  |
| 12 tháng 4 năm 1877 – 25 tháng 11 năm 1878  | Higinio Uriarte (1843–1909) Quyền Tổng thống          |                                                                         |                                | Độc lập                                  |
| 25 tháng 11 năm 1878 – 4 tháng 9 năm 1880   | Cándido Bareiro (1833–1880)                           |                                                                         |                                | Độc lập                                  |
| 4 tháng 9 năm 1880 – 25 tháng 11 năm 1886   | Bernardino Caballero (1839–1912)                      |                                                                         |                                | Colorado                                 |
| 25 tháng 11 năm 1886 – 25 tháng 11 năm 1890 | Patricio Escobar (1843–1912)                          |                                                                         |                                | Colorado                                 |
| 25 tháng 11 năm 1890 – 9 tháng 6 năm 1894   | Juan Gualberto González (1851–1912)                   |                                                                         |                                | Colorado                                 |
| 9 tháng 6 năm 1894 – 25 tháng 11 năm 1894   | Marcos Morínigo (1848–1901) Quyền Tổng thống          |                                                                         |                                | Colorado                                 |
| 25 tháng 11 năm 1894 – 25 tháng 11 năm 1898 | Juan Bautista Egusquiza (1845–1902)                   |                                                                         |                                | Colorado                                 |
| 25 tháng 11 năm 1898 – 9 tháng 1 năm 1902   | Emilio Aceval (1853–1931)                             |                                                                         |                                | Colorado                                 |
| 9 tháng 1 năm 1902 – 25 tháng 11 năm 1902   | Andrés Héctor Carvallo (1862–1934) Quyền Tổng thống   |                                                                         |                                | Colorado                                 |
| 25 tháng 11 năm 1902 – 19 tháng 12 năm 1904 | Juan Antonio Escurra (1859–1929)                      |                                                                         |                                | Colorado                                 |
| 19 tháng 12 năm 1904 – 9 tháng 12 năm 1905  | Juan Bautista Gaona (1845–1932) Quyền Tổng thống      |                                                                         |                                | Đảng Tự do                               |
| 9 tháng 12 năm 1905 – 25 tháng 11 năm 1906  | Cecilio Báez (1862–1941) Quyền Tổng thống             |                                                                         |                                | Đảng Tự do                               |
| 25 tháng 11 năm 1906 – 4 tháng 7 năm 1908   | Benigno Ferreira (1846–1920)                          |                                                                         |                                | Đảng Tự do                               |
| 4 tháng 7 năm 1908 – 25 tháng 11 năm 1910   | Emiliano González Navero (1861–1934) Quyền Tổng thống |                                                                         |                                | Đảng Tự do                               |
| 25 tháng 11 năm 1910 – 17 tháng 1 năm 1911  | Manuel Gondra (1871–1927)                             |                                                                         |                                | Đảng Tự do                               |
| 17 tháng 1 năm 1911 – 5 tháng 7 năm 1911    | Albino Jara (1877–1912) Quyền Tổng thống              |                                                                         |                                | Đảng Tự do                               |
| 5 tháng 7 năm 1911 – 28 tháng 2 năm 1912    | Liberato Marcial Rojas (1870–1922) Quyền Tổng thống   |                                                                         |                                | Đảng Tự do                               |
| 28 tháng 2 năm 1912 – 22 tháng 3 năm 1912   | Pedro Peña (1864–1943) Quyền Tổng thống               |                                                                         |                                | Đảng Tự do                               |
| 22 tháng 3 năm 1912 – 15 tháng 8 năm 1912   | Emiliano González Navero (1861–1934) Quyền Tổng thống |                                                                         |                                | Đảng Tự do                               |
| 15 tháng 8 năm 1912 – 15 tháng 8 năm 1916   | Eduardo Schaerer (1873–1941)                          |                                                                         |                                | Đảng Tự do                               |
| 15 tháng 8 năm 1916 – 5 tháng 6 năm 1919    | Manuel Franco (1871–1919)                             |                                                                         |                                | Đảng Tự do                               |
| 5 tháng 6 năm 1919 – 15 tháng 8 năm 1920    | José Pedro Montero (1878–1927) Quyền Tổng thống       |                                                                         |                                | Đảng Tự do                               |
| 15 tháng 8 năm 1920 – 7 tháng 11 năm 1921   | Manuel Gondra (1871–1927)                             |                                                                         |                                | Đảng Tự do                               |
| 7 tháng 11 năm 1921 – 12 tháng 4 năm 1923   | Eusebio Ayala (1875–1942) Quyền Tổng thống            |                                                                         |                                | Đảng Tự do                               |
| 12 tháng 4 năm 1923 – 17 tháng 3 năm 1924   | Eligio Ayala (1879–1930) Quyền Tổng thống             |                                                                         |                                | Đảng Tự do                               |
| 17 tháng 3 năm 1924 – 15 tháng 4 năm 1924   | Luis Alberto Riart (1880–1953) Quyền Tổng thống       |                                                                         |                                | Đảng Tự do                               |
| 15 tháng 4 năm 1924 – 15 tháng 8 năm 1928   | Eligio Ayala (1879–1930)                              |                                                                         |                                | Đảng Tự do                               |
| 15 tháng 8 năm 1928 – 15 tháng 8 năm 1932   | José Guggiari (1884–1957)                             |                                                                         |                                | Đảng Tự do                               |
| 15 tháng 8 năm 1932 – 17 tháng 2 năm 1936   | Eusebio Ayala (1875–1942)                             |                                                                         |                                | Đảng Tự do                               |
| 20 tháng 2 năm 1936 – 15 tháng 8 năm 1937   | Rafael Franco (1896–1973) Quyền Tổng thống            |                                                                         |                                | Đảng Cách mạng Febrerista                |
| 16 tháng 8 năm 1937 – 15 tháng 8 năm 1939   | Félix Paiva (1877–1965)                               |                                                                         |                                | Đảng Tự do                               |
| 15 tháng 8 năm 1939 – 7 tháng 9 năm 1940    | José Estigarribia (1888–1940)                         |                                                                         |                                | Đảng Tự do                               |
| 7 tháng 9 năm 1940 – 3 tháng 6 năm 1948     | Higinio Moríñigo (1897–1983)                          |                                                                         |                                | Độc lập                                  |
| 3 tháng 6 năm 1948 – 15 tháng 8 năm 1948    | Juan Manuel Frutos (1879–1960) Quyền Tổng thống       |                                                                         |                                | Colorado                                 |
| 15 tháng 8 năm 1948 – 30 tháng 1 năm 1949   | Juan González (1897–1966)                             |                                                                         |                                | Colorado                                 |
| 30 tháng 1 năm 1949 – 27 tháng 2 năm 1949   | Raimundo Rolón (1903–1981) Quyền Tổng thống           |                                                                         |                                | Colorado                                 |
| 27 tháng 2 năm 1949 – 10 tháng 9 năm 1949   | Felipe Molas (1901–1954)                              |                                                                         |                                | Colorado                                 |
| 10 tháng 9 năm 1949 – 5 tháng 5 năm 1954    | Federico Chávez (1882–1978)                           |                                                                         |                                | Colorado                                 |
| 5 tháng 5 năm 1954 – 15 tháng 8 năm 1954    | Tomás Romero (1886–1982) Quyền Tổng thống             |                                                                         |                                | Colorado                                 |
| 15 tháng 8 năm 1954 – 3 tháng 2 năm 1989    | Alfredo Stroessner (1912–2006)                        |                                                                         |                                | Colorado                                 |
| 3 tháng 2 năm 1989 – 15 tháng 8 năm 1993    | Andrés Rodríguez (1923–1997)                          | Tập tin:Andrés Rodríguez Pedotti.png                                    |                                | Colorado                                 |
| 15 tháng 8 năm 1993 – 15 tháng 8 năm 1998   | Juan Carlos Wasmosy (1938–)                           |                                                                         |                                | Colorado                                 |
| 15 tháng 8 năm 1998 – 28 tháng 3 năm 1999   | Raúl Cubas (1943–)                                    |                                                                         |                                | Colorado                                 |
| 28 tháng 3 năm 1999 – 15 tháng 8 năm 2003   | Luis González (1947–)                                 |                                                                         |                                | Colorado                                 |
| 15 tháng 8 năm 2003 – 15 tháng 8 năm 2008   | Nicanor Duarte (1956–)                                |                                                                         |                                | Colorado                                 |
| 15 tháng 8 năm 2008 – 22 tháng 6 năm 2012   | Fernando Lugo (1951–)                                 |                                                                         |                                | Patriotic Alliance for Change (đến 2010) |
| 15 tháng 8 năm 2008 – 22 tháng 6 năm 2012   | Fernando Lugo (1951–)                                 | Guasú Front (đến 2010)                                                  |                                |                                          |
| 22 tháng 6 năm 2012 – 15 tháng 8 năm 2013   | Federico Franco (1962–)                               |                                                                         |                                | Authentic Radical Liberal                |
| 15 tháng 8 năm 2013 – 15 tháng 8 năm 2018   | Horacio Cartes (1956–)                                |                                                                         |                                | Colorado                                 |
| 15 tháng 8 năm 2018 – 15 tháng 8 năm 2023   | Mario Abdo Benítez (1971–)                            |                                                                         |                                | Colorado                                 |
| 15 tháng 8 năm 2023 – nay                   | Santiago Peña (1978–)                                 |                                                                         |                                | Colorado                                 |